# ワールド・サイエンス・フェスティバル

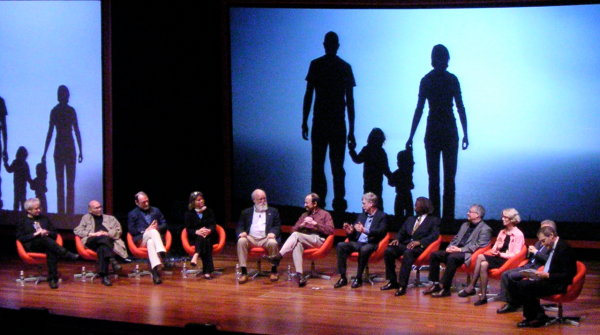
What it Means to Be Humanにおける討論パネル。
左からポール・ナース、マービン・ミンスキー、イアン・タッターソル、リニー・ペラ、ダニエル・デネット、ハロルド・ヴァーマス、フランシス・コリンズ、ジェームズ・ゲイツ、ニコラス・ローズ、パトリシア・チャーチランド、アントニオ・ダマシオ、チャーリー・ローズ

ワールド・サイエンス・フェスティバル（World Science Festival）は、ニューヨーク市で開催される科学フェスティバルである。2008年5月28日から6月1日にかけて第1回が開催されたが、今後も毎年1回、開催すると計画されている。
2008年に開催時では、舞台上での公開討論が主なプログラムとなり、コロンビア大学、ニューヨーク大学、メトロポリタン美術館で開催された。また、5月30日にはワシントン・スクウェア・パークでストリート・フェアが開催された。雷雨で一時中断されたが、ニューヨーク市警察によれば10万人の人間が来場した。